# Josef Ostertschnig
Josef Ostertschnig (* 17. Jänner 1896 in Eberstein; † 5. August 1988 in Klagenfurt am Wörthersee) war ein österreichischer Postbeamter, Politiker und Landtagsabgeordneter.
Josef Ostertschnig wurde als viertes Kind einer Bäckersfamilie geboren. Kurz vor Beginn des Ersten Weltkriegs trat er als Postbediensteter in den Staatsdienst ein. Im Krieg kämpfte er an der Front, danach arbeitete er wieder bei der Post. 1935 wurde er Inspektor. Nach dem „Anschluss“ wurde er von den neuen Machthabern zum Schalterbeamten herabgestuft. Er wurde mehrmals von der Gestapo verhört und schließlich aus dem Staatsdienst entlassen, weil er dem neuen Regime ablehnend gegenüberstand. In der Zweiten Republik wurde er 1945 wieder in den Staatsdienst aufgenommen und als Opfer des Nationalsozialismus zum Oberinspektor befördert.
Ostertschnig war Initiator und erster Landesparteisekretär der Demokratischen Partei Österreichs (DPÖ). Er war es auch, der den Monarchisten Franz Knapitsch und dessen finanzielle Unterstützung für die Partei gewinnen konnte. Knapitsch zog nach der Kärntner Landtagswahl am 25. November 1945 als einziger Landtagsabgeordneter der DPÖ in den Kärntner Landtag ein, wurde allerdings im Jänner 1946 verhaftet, weil auf seinem Bauernhof NS-Material und Schieberware gefunden worden war. Nach einem langen Rechtsstreit konnte Ostertschnig am 23. März 1948 an Stelle von Knapitsch als Abgeordneter in den Kärntner Landtag einziehen und bekleidete diese Funktion bis zur Landtagswahl 1949. Nach der Wahl verschwand die DPÖ aus dem politischen Leben und auch Ostertschnig kehrte der Parteipolitik den Rücken.
Als Vereinsfunktionär trat er jedoch noch öffentlich in Erscheinung. So war Ostertschnig 1953 als Obmann an der Gründung des Klagenfurter Musikvereins „Die Khevenhüller“ beteiligt, einer Traditionskapelle des ehemaligen k.u.k. Infanterieregiment „Graf von Khevenhüller“ Nr. 7.